# Язаты
Язаты (авест. «почитаемые») — в зороастрийской мифологии особый вид божеств, приближенных к Ахура Мазде, его помощников и свиты. Являются творениями.
После того, как Заратуштра отказался от старых богов в ходе своей религиозной реформы, их стали именовать «язатами», но уже в новом статусе «достойных почитания». Так, в «Семиглаве» язатами именуются отвергнутые боги, кроме Индры и ещё нескольких. Последующие зороастрийские тексты помещают язатов в иерархии сразу за божествами Амеша Спента и выделяют среди них наиболее почитаемых: Ахуров (к которым иногда причисляли самого Ахуру Мазду, Митру и водного бога Апама Напата.
Ахура Мазда сотворил богов-язатов («достойных почитания»):
- Аши;
- Веретрагна;
- Хварно;
- Митра;
- Хаома;
- Ардвисура Анахита;
- Геуш Урван;
- Вайю;
- Хвархшайта;
- Тиштрия.

В среднеперсидских источниках понятия «ахуры» и «язаты» — фактически синонимы.

## Классический зороастризм
В классическом зороастризме, опирающемся на Авесту, выделяется два типа язатов, одни относятся к духовному миру, другие к физическому (телесному). Существует особый порядок язатов, в котором у каждого из них есть своё число. Каждый язат соответствует одному из дней месяца, всего их насчитывается 30:
| Язаты духовного мира | Язаты физического (телесного) мира |
| -------------------- | ---------------------------------- |
| 1. Охрмазд           | 9. Адар                            |
| 2. Вохуман           | 10. Абан                           |
| 3. Ардвахишт         | 11. Хваршед                        |
| 4. Шахревар          | 12. Мах                            |
| 5. Спандармад        | 13. Тир/Тиштар                     |
| 6. Хордад            | 14. Гошорун                        |
| 7. Амурдад           | 16. Михр                           |
| 8. Дей-па-Адар       | 19. Фравардин                      |
| 15. Дей-па-Михр      | 21. Рам                            |
| 17. Срош             | 22. Вад/Говад                      |
| 18. Рашну            | 27. Асман                          |
| 20. Вархаран         | 28. Зам                            |
| 23. Дей-па-Ден       | 30. Анагран                        |
| 24. Ден              |                                    |
| 25. Ард              |                                    |
| 26. Аштад            |                                    |
| 29. Махраспанд       |                                    |